# Полянки (Ульяновская область)
Полянки — село в составе Сурского городского поселения Сурского района Ульяновской области.
Полянки расположены к северу от райцентра, на берегу озера Долгое, высота центра селения над уровнем моря — 95 м. 

## История
В конце XVII века село Полянки находилось во владении «опальной» супруги царя Петра I Евдокии Лопухиной и царевича Алексея, затем перешло в руки А. Д. Меншикова, а с конца 30-х годов XVIII века владельцем его стал граф С. А. Салтыков, с середины 70-х годов — генерал М. С. Потёмкин. До октября 1917 года все земли принадлежали графу Рибопьеру.
В 1780 году, при создании Симбирского наместничества, деревня Полянка вошла в состав Алатырского уезда.
В 1859 году деревня Полянки, входила в состав 2-го стана Алатырского уезда Симбирской губернии.
В 1894 году открылась школа грамоты.
По данным 1897 года в Полянках насчитывали 233 двора и около 1300 человек населения. Имелась школа.
В составе Промзинской волости 5 октября 1925 года село перечислено из Алатырского в Ардатовский уезд Ульяновской губернии.
Колхоз был организован в 1929 году, туда записалось 42 хозяйства бедняков с тяглом и коровами, к ним потом присоединились 10 хозяйств «Трофимовки», колхоз назвали «Бедняк».

## Население
Население в 1996 году составляло 228 человек, в 2002 году — 252 человека, на 1 января 2007 года — 185 человек. Согласно переписи 2010 года в селе проживает 175 человек.

## Инфраструктура
С 1 января 2007 года село Полянки вошло в состав Сурского городского поселения. В селе работают библиотека, начальная школа, ФАП, два магазина.
На 2018 год в Полянках числится 4 улицы, в селе действуют библиотека, начальная школа, ФАП, два магазина. 

## Достопримечательности
- В память о погибших к 40-летию Великой Победы был сооружен памятник, на котором записаны имена и фамилии не вернувшихся с фронта[10].
- Природным памятником с 1989 года считается озеро Пичерки[11].